# بدون رقابة (فلم)
 بدون رقابة فيلم مصري من إنتاج عام 2009 تاليف أمين جمال، أكرم برديسي، عبد الله حسن، خالد أبو بكر، وإخراج هاني جرجس فوزي.

## ملخص الاحداث
يقوم الفيلم على شابان يقعان في الحب وتبدأ علاقتهما في التأزم في صورة نمطية لمشكلات الشباب المتكررة، وتتوالى الأحداث.

## الشخصيات
- أحمد فهمي
- ماريا
- علا غانم
- دوللي شاهين
- إدوارد
- راندا البحيري
- باسم سمرة
- مروة عبد المنعم
- رجاء الجداوي
- حسن حسني
- أحمد راتب
- عايدة عبد العزيز
- ريم هلال
- ياسمين جمال
- نبيل عيسى
- سيف عبد الرحمن
- ضياء الميرغني
- هادي خفاجة
- أحمد الحلواني
- سارة بسام
- مصطفى حسن
- وفاء قمر

## روابط خارجية
- مقالات تستعمل روابط فنية بلا صلة مع ويكي بيانات